# RoboCop 2 (videojuego)
RoboCop 2 es un videojuego de plataformas y disparos basado en la película del mismo nombre de 1990. El juego fue lanzado para varias plataformas, incluyendo Amiga, Amstrad GX4000, Atari ST, Commodore 64, Game Boy, Nintendo Entertainment System y ZX Spectrum. Ocean Software desarrolló y publicó varias versiones, y Data East fabricó una versión de Arcade.

## Jugabilidad
RoboCop 2 se basa en la película de 1990 del mismo nombre, en la que un policía cyborg de Detroit conocido como RoboCop debe detener a un distribuidor de drogas, Cain, por difundir una nueva droga conocida como Nuke. Las versiones de Game Boy y Nintendo Entertainment System (NES) son principalmente juegos de Matamarcianos. Se diferencian de las versiones Amiga, Amstrad GX4000 y Commodore 64, que también difieren entre sí. Además de los niveles de desplazamiento lateral plataforma, las versiones de Amiga y ZX Spectrum incluyen otros niveles que consisten en una galería de disparos - un aspecto del juego original de RoboCop - y un juego de rompecabezas en el que el jugador debe ayudar a RoboCop a recordar sus recuerdos colocando ciertos chips electrónicos.

## Desarrollo y lanzamiento
Las versiones de Amiga y Atari ST fueron desarrolladas por Special FX y publicadas por Ocean Software, que también desarrolló las versiones de NES y Game Boy. La programación de la versión de Amiga comenzó meses antes del estreno de la película. Como guía, el equipo de desarrollo de Special FX recibió una versión preliminar de la película que excluía varias escenas. El equipo también recibió un guion preliminar de la película y fotografías de los personajes. Las muestras de audio de la película, incluidos los disparos y pasos de RoboCop, se agregaron a la versión de Amiga. Las versiones de ZX Spectrum y Amiga incluyen escenas de la película digitalizadas.
En el Reino Unido, Ocean lanzó la versión de Amiga en noviembre de 1990, seguido del lanzamiento de las versiones Amstrad GX4000, Game Boy y Atari ST el mes siguiente. Una versión de Nintendo Entertainment System (NES) se había lanzado en los Estados Unidos en abril de 1991. En 1991 también se lanzó una versión de Arcade, fabricada por Data East.

## Recepción
| Puntuaciones de reseñas  | Puntuaciones de reseñas       |
| Evaluador                | Calificación                  |
| ------------------------ | ----------------------------- |
| Metacritic               |                               |
|                          |                               |
|                          |                               |
| Puntuaciones de críticas |                               |
| Publicación              | Calificación                  |
| Computer and Video Games | 83% (ZX Spectrum) 85% (Amiga) |
| Crash                    | 93% (ZX Spectrum)             |
| Sinclair User            | 91% (ZX Spectrum)             |
| Your Sinclair            | 93% (ZX Spectrum)             |
| ACE                      | 800/1000 (Amiga/Atari ST)     |
| Amiga Computing          | 78% (Amiga)                   |
| Amiga Format             | 80% (Amiga)                   |
| Amiga Power              | (Amiga)                       |
| Commodore Force          | 90% (Commodore 64)            |
| CU Amiga                 | 83% (Amiga)                   |
| Mean Machines            | 74% (Amstrad GX4000)          |
| Raze                     | 91% (Amiga)                   |
| The One                  | 86% (Amiga)                   |
| Zero                     | 90% (Amiga/Atari ST)          |
| VideoGame                | (NES)                         |

| Premios       | Premios                                   |
| Publicación   | Premio                                    |
| ------------- | ----------------------------------------- |
| Crash         | Best Overall Game (1990)                  |
| Your Sinclair | Top 5 Readers' Games (quinto lugar; 1990) |

La versión de Amiga recibió elogios por sus gráficos y sonido, pero algunos críticos criticaron su falta de originalidad. Raze lo llamó "desafiante y extremadamente bien presentado" y señaló las secciones de rompecabezas "especialmente adictivas". The One, Al revisar la versión de Amiga, consideró que el juego era una mejora con respecto a su predecesor, particularmente por su juego basado en plataformas. Sin embargo, "The One" señaló que el juego omitió varias secuencias notables de la película. CU Amiga elogió la jugabilidad "adictiva" y llamó a "RoboCop 2" "el mejor producto con licencia" de 1990. Maff Evans de 'Amiga Format criticó los controles difíciles, pero elogió la jugabilidad, calificándola de "agradable". Amiga Power también criticó los controles, mientras que Amiga Computing criticó la dificultad del juego. Computer and Video Games, al revisar las versiones de Amiga y ZX Spectrum, también notó la dificultad del juego.
The One también revisó la versión arcade de  RoboCop 2  en 1991, calificándola como "una continuación poco inspirada del éxito original de la arcade. Se han agregado algunas campanas y silbidos, pero aunque los sprites son más grandes que la última vez, el la calidad gráfica general es menor ". The One expresa además que "tendrías que ser un verdadero fan para sacar mucho provecho de esto".
La versión Atari ST recibió elogios por sus gráficos y sonido, al igual que la versión ZX Spectrum. Crash elogió la versión de ZX Spectrum por sus diversos estilos de juego, afirmando que hacen de "RoboCop 2" "uno de los pocos juegos que realmente vale la pena el precio de venta".  Crash  concluyó que el juego era "rápido, furioso, adictivo y muy divertido de jugar". Your Sinclair, al revisar la versión de ZX Spectrum, consideró que el juego era mejor que su predecesor, señaló niveles más grandes y afirmó que el juego era "una de las mejores conversiones de películas que Ocean haya hecho".
Mean Machines elogió los gráficos de la versión Amstrad GX4000, pero criticó la jugabilidad "increíblemente frustrante". Commodore Format elogió el sonido y la jugabilidad de la versión Commodore 64, pero criticó los gráficos "llamativos", afirmando que carecían de atmósfera. Nintendo Power, Al revisar la versión de NES, señaló que el carácter de RoboCop puede ser inicialmente difícil de controlar.
En Japón, Game Machine incluyó la versión arcade de RoboCop 2 en su edición del 15 de abril de 1991 como la vigésimo cuarta unidad arcade de mesa más exitosa del año.
La versión de ZX Spectrum ganó el premio "Mejor juego en general" en los premios Readers  Crash 'de 1990, después de haber sido elegida por el 21 por ciento de los lectores de la revista. La versión de ZX Spectrum también ganó el quinto lugar en los premios Readers  Your Sinclair 'de 1990, y en abril de 1991 había alcanzado el segundo lugar en ventas en el Reino Unido detrás deTeenage Mutant Hero Tortugas.